# مركب بين فلزي

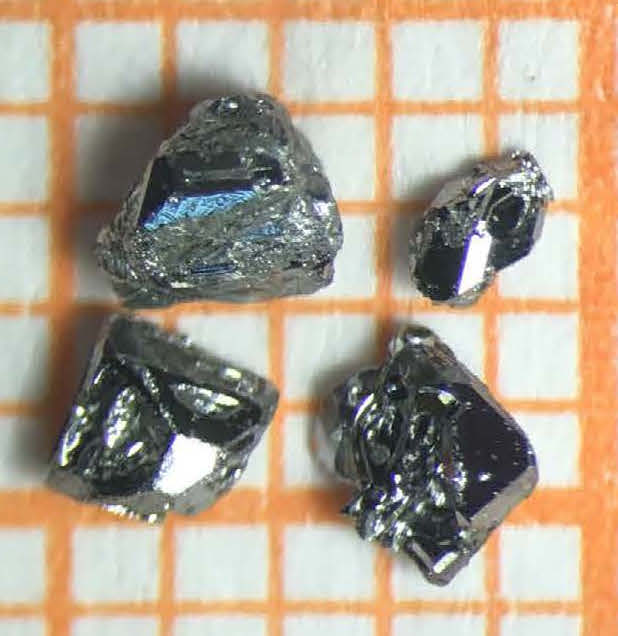

المركبات بين الفلزية  أو المركبات الفلزية البينية أو المركبات السبيكية  هو حالة خاصة من حالات الترابط الكيميائي بين فلزّين في الحالة الصلبة يترابطان مع بعضها برابطة فلزية بحيث يكون هناك نسبة محددة لترابط العناصر مع وجود بنية بلورية منتظمة، وهو ما يميز هذه الأنواع الكيميائية عن السبائك.

## اقرأ أيضاً
- رابطة فلزية
- طور زنتل
- طور لافس
- سبيكة الفاناديوم والغاليوم